# Messier 22
Messier 22 (NGC 6656) é um aglomerado globular elipsoidal de estrelas localizado na constelação de Sagitário, próximo à região central da Via-Láctea observado na abóbada celeste. Foi decoberto pelo astrônomo Johann Abrahan Ihle em 1665 enquanto observava a passagem de Saturno pela constelação de Sagitário.
É um dos mais brilhantes aglomerados globulares visto no céu, com uma magnitude aparente igual a 5,1. Situa-se aproximadamente a 10 400 anos-luz em relação à Terra e contém mais de 70 000 estrelas.

## Descoberta e visualização
Foi provavelmente o primeiro aglomerado globular a ser descoberto, em 1665 por Johann Abraham Ihle enquanto observava Saturno na constelação de Sagitário. Embora William Henry Smyth, ainda no século XIX, e Robert Burnham, Jr. suponham que Johannes Hevelius tenha descoberto o aglomerado ainda antes, Edmond Halley, Jean-Philippe de Chéseaux e Charles Messier creditam a descoberta do aglomerado a Ihle.
Foi incluído na lista de seis objetos de Halley, publicada em 1715, e por de Chéseaux como a entrada 17 de seu catálogo. Foi percebido também por Guillaume Le Gentil e Nicolas Louis de Lacaille incluiu-o em seu catálogo de objetos austrais como o objeto Lac I.12. Messier, que o catalogou-o em 5 de junho de 1764, menciona que o objeto já estava presente no English Celestial Atlas, de John Bevis. Foi também um dos primeiros aglomerados globulares a ser cuidadosamente estudado pelo astrônomo americano Harlow Shapley, em 1930.

## Características

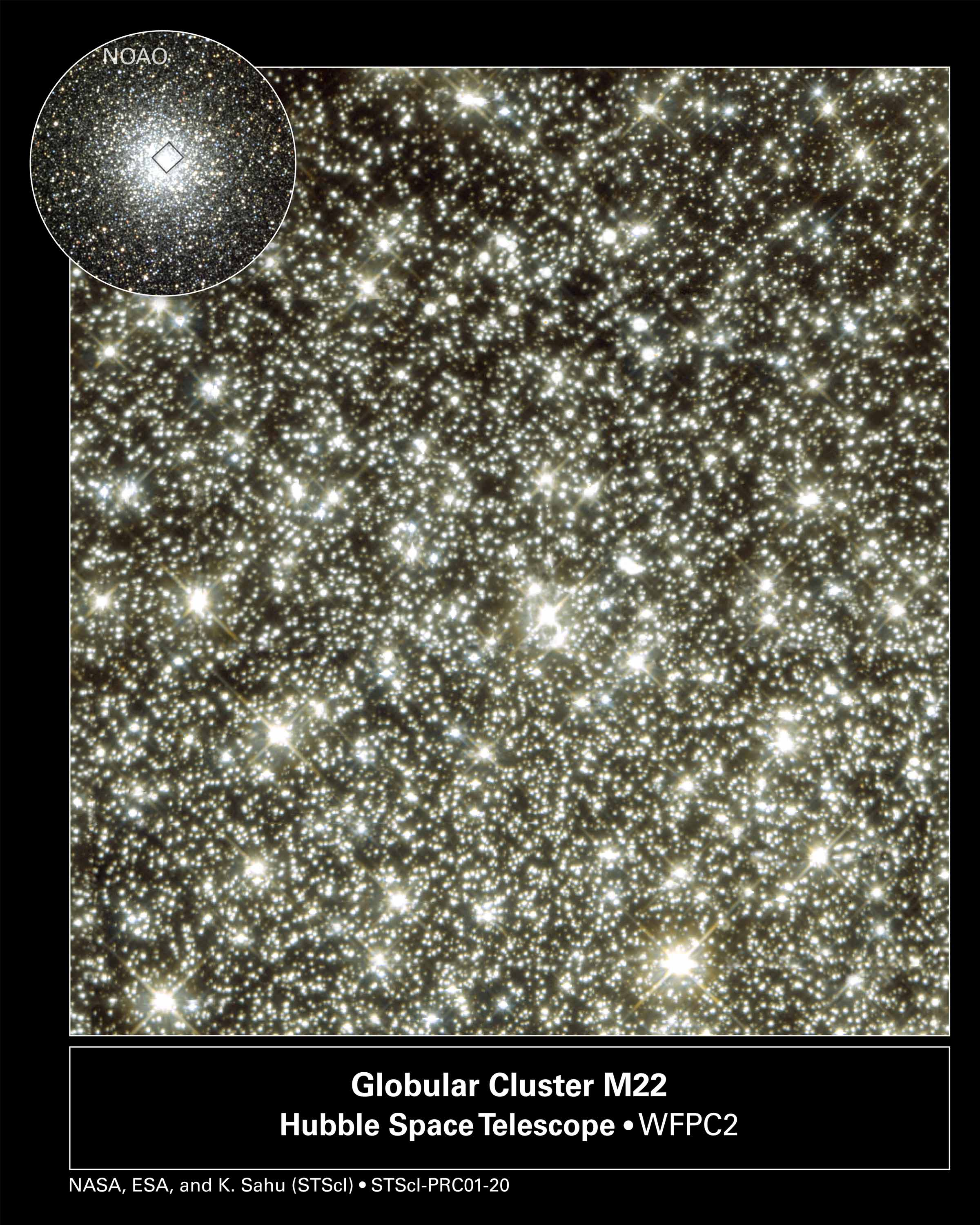
Núcleo de Messier 22, Telescópio Espacial Hubble

Situa-se apenas a 10 400 anos-luz em relação à Terra, um dos aglomerados globulares mais próximos de nosso planeta. Seu diâmetro aparente, cerca de 32 minutos de grau, ligeiramente maior do que o diâmetro aparente da Lua Cheia, corresponde a um diâmetro real de 97 anos-luz. A olho nu, seu diâmetro aparente é de apenas 17 minutos e é o terceiro aglomerado globular mais brilhante do céu noturno, perdendo apenas para Omega Centauri (NGC 5139) e 47 Tucanae (NGC 104). Está situada em frente ao bulbo galáctico da Via-Láctea, tornando-o útl como uma microlente gravitacional nas estrelas localizadas no bulbo galáctico.
Segundo Francis Gladheim Pease e Shapley, o aglomerado contém um núcleo denso e cerca de 70 000 estrelas, embora tenha apenas 32 estrelas variáveis, metade deles já conhecidos por Solon Irving Bailey em 1902, entre eles uma variável Mira que pode não pertencer ao aglomerado. Suas estrelas mais brilhantes têm magnitude aparente 11. Está se distanciando radialmente da Terra a uma velocidade de 149 km/s.
Contém uma tênua nebulosa planetária, descoberta pelo satélite IRAS e catalogada como IRAS 18333-2357. Foi apenas a segunda nebulosa planetária descoberta em aglomerados globulares, depois de Pease I no aglomerado Messier 15, e é uma de apenas quatro conhecidas em aglomerado globulares da Via-Láctea.
Pesquisas recentes com o Telescópio Espacial Hubble mostram a possibilidade da existência de objetos de tamanho similar a planetas que parecem navegar aleatoriamente pelo aglomerado. Esses objetos possuem 80 vezes mais massa do que a Terra, descobertas por microlentes gravitacionais.
Devido à sua grande propagação de cor de seu ramo de sequência de gigantes vermelhas, que é semelhante à observada em Omega Centauri, o aglomerado tornou-se objeto de intenso controle, iniciando-se em 1977 com James E. Hesser.

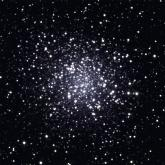
Messier 22, projeto 2MASS

Apesar de sua proximidade relativa, a luz do aglomerado, pobre em metalicidade, é limitada devido à extinção de poeira, dando uma magnitude aparente ao sistema de 5,1, o que faz de Messier 22 o mais brilhante aglomerado globular observado no Hemisfério Norte. Entretanto, o aglomerado está situado no Hemisfério Sul da abóbada celeste, ocasionando um menor tempo de exposição no céu do Hemisfério Norte, e outros aglomerados globulares, embora menos brilhantes, são preferidas entre os astrônomos amadores, como Messier 5 e Messier 13.

### Nebulosa planetária
Messier 22 contém uma característica pouco comum entre os aglomerados globulares; contém uma nebulosa planetária. Apenas quatro aglomerados globulares conhecidos contém nebulosas planetárias, sendo que os outros três são Messier 15, NGC 6441 e Palomar 6. A nebulosa planetária foi descoberta por meio do satélite IRAS em 1986 como uma fonte luminosa, liderado por Fred Gillett, e descoberto como nebulosa planetária três ano mais tarde, também por Gillett. A estrela central da nebulosa planetária é uma estrela azul. Estima-se que a nebulosa planetária tenha apenas 6 000 anos de idade.

## Galeria

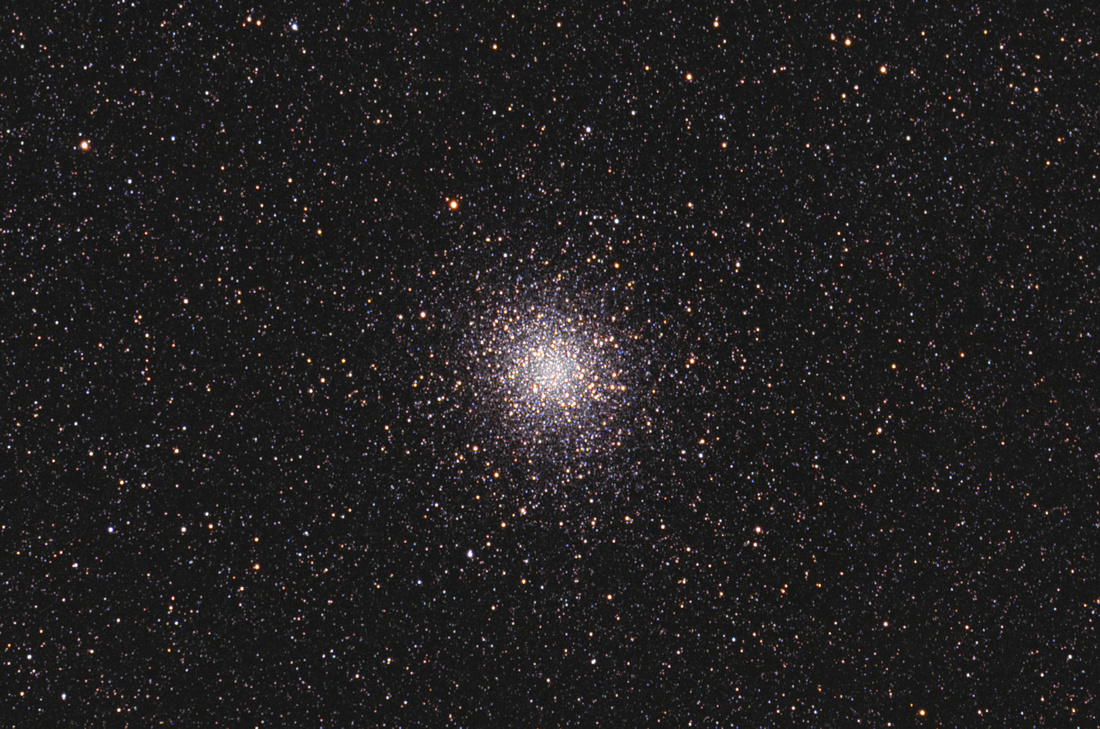
Messier 22, Hunter Wilson
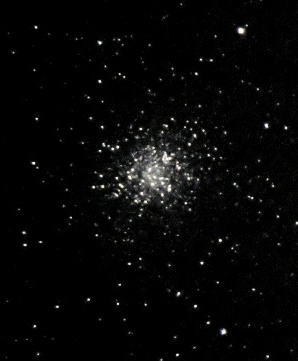
Messier 22, Krunoslav Vardijan
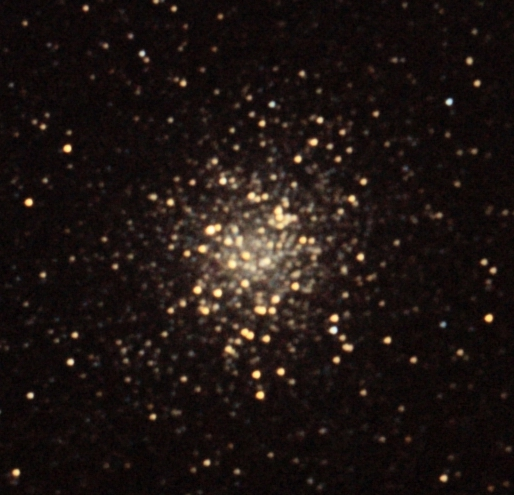
Messier 22, José Carlos Castro